# چوریلوفو
چوریلوفو (به بلغاری: Churilovo) روستایی در بلغارستان است که در شهرستان پتریچ واقع شده‌است.